# Zástřizly
Zástřizly är en ort i Tjeckien.   Den ligger i regionen Zlín, i den östra delen av landet, 230 km sydost om huvudstaden Prag. Zástřizly ligger 312 meter över havet och antalet invånare är 133.
Terrängen runt Zástřizly är kuperad åt sydost, men åt nordväst är den platt. Runt Zástřizly är det ganska tätbefolkat, med 80 invånare per kvadratkilometer. Närmaste större samhälle är Uherské Hradiště, 18,6 km sydost om Zástřizly. I omgivningarna runt Zástřizly växer i huvudsak blandskog.